# Шевчик, Михал (чешский футболист)
Ми́хал Ше́вчик (чеш. Michal Ševčík; род. 13 августа 2002, Тршебич) — чешский футболист, полузащитник клуба «Спарта» (Прага), выступающий на правах аренды за чешский клуб «Млада-Болеслав».

## Клубная карьера
Шевчик — воспитанник клуба «Зброёвка». 20 сентября 2020 года в матче против «Сигмы» он дебютировал в Первой лиге. В том же году Шевчик на правах аренды перешёл в «Высочину». 8 ноября в матче против столичной «Дуклы» он дебютировал во Второй лиге Чехии. 5 марта 2021 года в поединке против «Славой Вышеград» Михал забил свой первый гол за «Высочину». По окончании аренды Шевчик вернулся в «Зброёвку». 10 сентября в поединке против «Пршибрама» Михал забил свой первый гол за основной состав. По итогам сезона он помог клубу вернуться в элиту. 